# Pigen og millionæren
Pigen og millionæren er en dansk komediefilm fra 1965 instrueret af Ebbe Langberg og med manuskript af Peer Guldbrandsen efter ide af Carl Ottosen og Preben Kaas. Filmen er et remake af den svenske komediefilm Med dig i mine arme (Med dej i mina armar) fra 1940 af Hasse Ekman.

## Handling
Direktør Jens Møller (Dirch Passer) lever et rigtigt playboyliv, men under en tur på skydebanen får han en lerdue i hovedet og mister hukommelsen. Han får i klubhuset en forkert jakke, hvori han finder en seddel med navnet J.O. Sand samt en indbydelse til en havefest hos en pige. Ved festen møder han pianisten Malene Brandt (Birgitte Price), som kender ham, men han kan ikke huske, at de tidligere har været gift.
Senere besøger Møller advokat Andresen (Ove Sprogøe) i anledning af Sands skilsmissedrøftelse. Fru Sand (Sigrid Horne-Rasmussen) afkræfter, at han er Sand, hvorpå han sammen med Andresen opsøger politiet uden at blive klogere. På gaden bagefter genkendes Møller af sin chauffør, der tager ham med til direktørens mondæne bolig. Her modtages han af sin butler Morris (Paul Hagen), der hjælper ham med at belyse hans liv og blandt andet afslører, at Møller i en periode har festet så meget, at hans firma har problemer. Han ser billeder af kvinder, han har været sammen med, heriblandt et af Malene, som Morris ikke kender. Møller bryder sig ikke om det, han lærer om sit liv, og sætter sig for at ændre på det.
En tur i firmaet får rusket op i den slendrian, Møller møder der, og en aften i byen med Malene, der godt kan lide den forandrede Jens, genopvækker glemte følelser. Malene er klar til at opgive sin musikalske karriere for at genoptage livet med Jens, men hendes impresario Max (Axel Strøbye) er ikke glad for det. Forvekslinger gør, at Max og Jens gensidigt tror, at den anden er gift med Malene (Jens og hun blev aldrig skilt), og efter en meget våd aften med Max vågner Jens op og forstår, at det er ham, der er gift med Malene. Han vil opsøge hende, da han rammes af en vase og glemmer de seneste dage, dvs. han er igen playboyen.
Han møder op på kontoret og bliver meget overrasket over den nye arbejdsomme stil, men får at vide, at Malene øver sig i Tivoli. Han tropper op der og forstår nu, at han fortsat elsker Malene, der midlertidigt bliver mopset over hans manglende fremmøde tidligere på dagen. Jens overbeviser hende over sit hukommelsestab og sit nye bedre jeg.

## Medvirkende[1]
- Dirch Passer - Jens Møller, direktør
- Birgitte Price - Malene Brandt, koncertpianist
- Malene Schwartz - Britta
- Axel Strøbye - Max, impresario for Malene Brandt
- Paul Hagen - Morris, Møllers butler
- Carl-Gustaf Lindstedt - J.O. Sand, direktør
- Sigrid Horne-Rasmussen - fru direktør J.O. Sand
- Bodil Steen - Conny
- Jeanne Darville - Ester
- Ove Sprogøe - Andresen, advokat
- Jessie Rindom - frk. Nielsen, sekretær for Andresen
- Johnna Lillebjerg - Malenes veninde
- Preben Mahrt - kontorchef i Møllers firma
- Jesper Langberg - Mikkelsen, repræsentant
- Birger Jensen - receptionist i Møllers firma
- Bonnie Ewans - "Trunte", Møllers privatsekretær
- Ebba With - ansat i Møllers firma
- Mogens Brandt - overtjener
- Karl Stegger - betjent
- Bent Fabricius-Bjerre - pianist på restaurant
- Jan Priiskorn Schmidt - Orla, skydebanehjælper
- Henrik Sandberg - mand på skydebanen
- Ghita Nørby - ung kvinde på gaden
- Ebbe Langberg - ung mand på gaden
- Dorte Passer - gæst ved havefest
- Birgit Sandberg - gæst ved havefest
- Preben Nicolajsen - ballonsælger

## Indspilning
I forhold til den originale svenske film ændrede producenterne Passer og Sandberg på nogle scener, heriblandt de scener, som Passer har sammen med Speogøe, samt forløbet til sidst i Tivoli.
Dekorationen med Møllers millionærlejlighed blev bygget i studiet og stod i den på det tidspunkt svimlende sum af 50.000 kr.

## Modtagelse
Filmen blev ganske pænt modtaget af samtidens anmeldere, blandt andet skrev Anders Bodelsen i Information: "Dirch Passer er sjovere end han har været længe." Morten Piil har dog ikke mange pæne ord om filmen i Gyldendals danske filmguide godt 40 år senere: "Historien (..) udvikler sig uden indre logik eller synderlig ydre morskab (..)".